# حب الشباب الزيتي
حب الشباب الزيتي (بالإنجليزية: Oil acne)‏ هو حالة جلدية تنتج خلال العمل نتيجة التعرض للزيوت الصناعية.